# Enrico Matteo von Thurn-Valsassina
Enrico Matteo Conte di Thurn-Valsassina (in ceco:  Jindřich Matyáš Hrabě Thurn, in inglese: Henry Matthew Count of Thurn-Valsassina, in tedesco: Heinrich Matthias Graf von Thurn und Valsassina; Lipnice, 24 febbraio 1567 – Pärnu, 26 gennaio 1640) è stato un generale ceco.
Discendente del ramo tedesco dei Della Torre di Valsassina, era figlio del conte Francesco von Thurn-Valsassina (1508-1586) e della sua seconda moglie, la contessa Barbora Sliková di Bassano e ze Cheb (m. 1581). Entrambi i genitori erano protestanti ed il padre apparteneva ad un ramo tedesco dell'antica famiglia patrizia italiana dei Della Torre. Fu il capo dei nobili boemi che si opposero a Ferdinando II di Boemia durante gli eventi che portarono alla Guerra dei trent'anni. Finì i suoi giorni come militare e diplomatico al servizio della corona svedese, ritirandosi nell'ultimo periodo della sua vita in Estonia.

## Biografia

### Nascita e gioventù
Il giovane conte Enrico Matteo nacque nel castello di Lipnice, in Boemia; in seguito alla morte del padre fu cresciuto dallo zio cattolico Giovanni Ambrogio.
Il giovane conte von Thurn prestò servizio con l'ambasciatore d'Austria e visitò Istanbul, Siria, Egitto e Gerusalemme. Dal 1592 prestò servizio nell'armata imperiale contro i turchi, raggiungendo il grado di colonnello e consigliere di guerra. Ereditò titoli e proprietà nella città e nella provincia di Gorizia, a quel tempo parte integrante dell'Austria. L'imperatore gli concesse il titolo di borgomastro di Karlštejn, come ricompensa dei suoi servigi nelle battaglie contro i turchi in Ungheria. Acquistò il titolo di signore di Veliš u Jičína, nella parte nord-orientale della Boemia, fatto che gli permise di entrare a far parte della nobiltà protestante boema.

## La rivolta boema
Nel 1617 l'elezione dell'arciduca Ferdinando, cattolico radicale, al trono di Boemia portò la nobiltà locale a pretendere il riconoscimento della propria libertà di religione, sancita precedentemente dall'Imperatore Rodolfo II nella sua Lettera di Maestà.
Ferdinando non volle concedere questo riconoscimento; ad ogni modo, la sua elezione fu formalizzata ugualmente. Il 23 maggio 1618 fu preso d'assalto il castello di Hradčany, a Praga; durante questo episodio i nobili boemi, guidati da Thurn, defenestrarono i due rappresentanti di Ferdinando, Jaroslav Martinitz e Wilhelm Slavata.
Tale atto diede inizio alla rivolta della Boemia contro il dominio asburgico e al conflitto europeo noto come Guerra dei trent'anni; Thurn divenne uno dei trenta eletti alla difesa della Boemia e prese il comando dell'esercito protestante. Nonostante mancasse dell'attrezzatura necessaria per condurre un assedio, Thurn portò le proprie forze sotto le mura di Vienna il 6 giugno 1619 e ancora il 26 novembre dello stesso anno, ma in entrambi i casi si dovette ritirare senza conseguire risultati apprezzabili. Egli fu uno dei fautori della deposizione di Ferdinando di Boemia e dell'elezione al trono di Federico V del Palatinato.
Thurn era al comando di un reggimento nella Battaglia della Montagna Bianca dell'8 novembre 1620, che si risolse in un disastro per i boemi. La rivolta fu quindi schiacciata e Thurn fu esiliato, perdendo così tutti i propri possedimenti in Boemia.

## Periodo svedese
In seguito il conte Thurn continuò a prendere parte come soldato e come diplomatico alla Guerra dei trent'anni, continuando a combattere contro gli Asburgo: nel 1626 prese il comando di alcune truppe in Slesia, poi passò al servizio dell'esercito svedese sotto re Gustavo Adolfo con il grado di tenente-generale, prendendo parte alla battaglia di Lützen del 1632.
Anche il suo unico figlio, il conte František Bernard, prestò servizio nelle forze svedesi, ma venne ucciso in combattimento nel 1629.
L'11 ottobre 1633 Thurn e le sue forze, circa 8000 soldati, si confrontarono con l'esercito di Wallenstein vicino a Steinau an der Oder, in Sassonia, dove venne catturato. Il riscatto richiesto fu subito pagato e il conte si ritiro con la famiglia a Pärnu, in Estonia, dove morì il 26 gennaio 1640; la sua salma fu tumulata nella Cattedrale di Tallinn. Suo erede era il nipote minorenne, conte Enrico von Thurn-Valsassina di Pärnu.
Il Conte Thurn scrisse un libretto intitolato Defensionsschrift, in tedesco, nel quale giustificava il suo ruolo nei fatti del 1618 come deliberata e cosciente difesa del proprio credo religioso. Il libretto venne pubblicato in Svezia.